# Unión Demócrata Independiente
La Unión Demócrata Independiente (UDI) es un partido político chileno de derecha, fundado como movimiento político en 1983 por el abogado, político y profesor universitario Jaime Guzmán junto a Sergio Fernández Fernández, Javier Leturia, Guillermo Elton, Pablo Longueira y Luis Cordero. Su principal inspirador ideológico fue Guzmán, que ejerció como senador desde 1990 hasta su asesinato el 1 de abril de 1991.
Sus orígenes ideológicos se remontan al Movimiento Gremial, que surge en la segunda mitad de la década de 1960, específicamente en 1966, en la Pontificia Universidad Católica (PUC), caracterizado por promover la independencia y despolitización de los cuerpos intermedios de la sociedad y por ser opositores a la reforma universitaria. Más tarde, durante la dictadura militar de Augusto Pinochet, surgieron grupos como el Frente Juvenil de Unidad Nacional (1975) y el movimiento pinochetista Nueva Democracia (1979).
Entre los años 1990 y 2010, se ubicó en la oposición a los gobiernos de la Concertación de Partidos por la Democracia. Desde marzo de 2010 a marzo de 2014, dentro de la Coalición por el Cambio, integró el primer gobierno del presidente Sebastián Piñera. Entre marzo de 2014 y marzo de 2018, fue opositor a la segunda administración de la presidenta Michelle Bachelet. Desde marzo de 2018 hasta marzo de 2022, integró la coalición de derechas que respaldó al segundo mandato del presidente Piñera, denominada Chile Vamos; junto con Renovación Nacional (RN), Evolución Política (Evópoli) y el Partido Regionalista Independiente Demócrata (PRI). Actualmente es oposición al gobierno de Gabriel Boric.

## Historia

### Fundación y primeros años

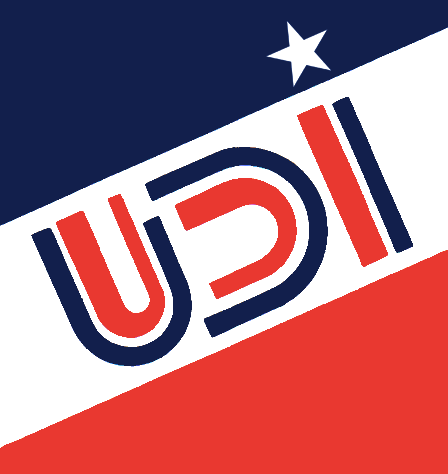
Primer logotipo de la UDI.

Tras la crisis económica de 1982, que provocó la salida temporal de los Chicago Boys, Guzmán se alejó del gobierno y decidió formar el movimiento gremialista que deseaba, fundándolo el 24 de septiembre de 1983 bajo el nombre de Movimiento Unión Demócrata Independiente. A este se sumaron otros grupos de carácter pinochetista y gremialista como Nueva Democracia y el Frente Juvenil de Unidad Nacional. Su primer Comité Directivo estuvo integrado por Jaime Guzmán, Sergio Fernández, Guillermo Elton, Javier Leturia, Luis Cordero y Pablo Longueira.

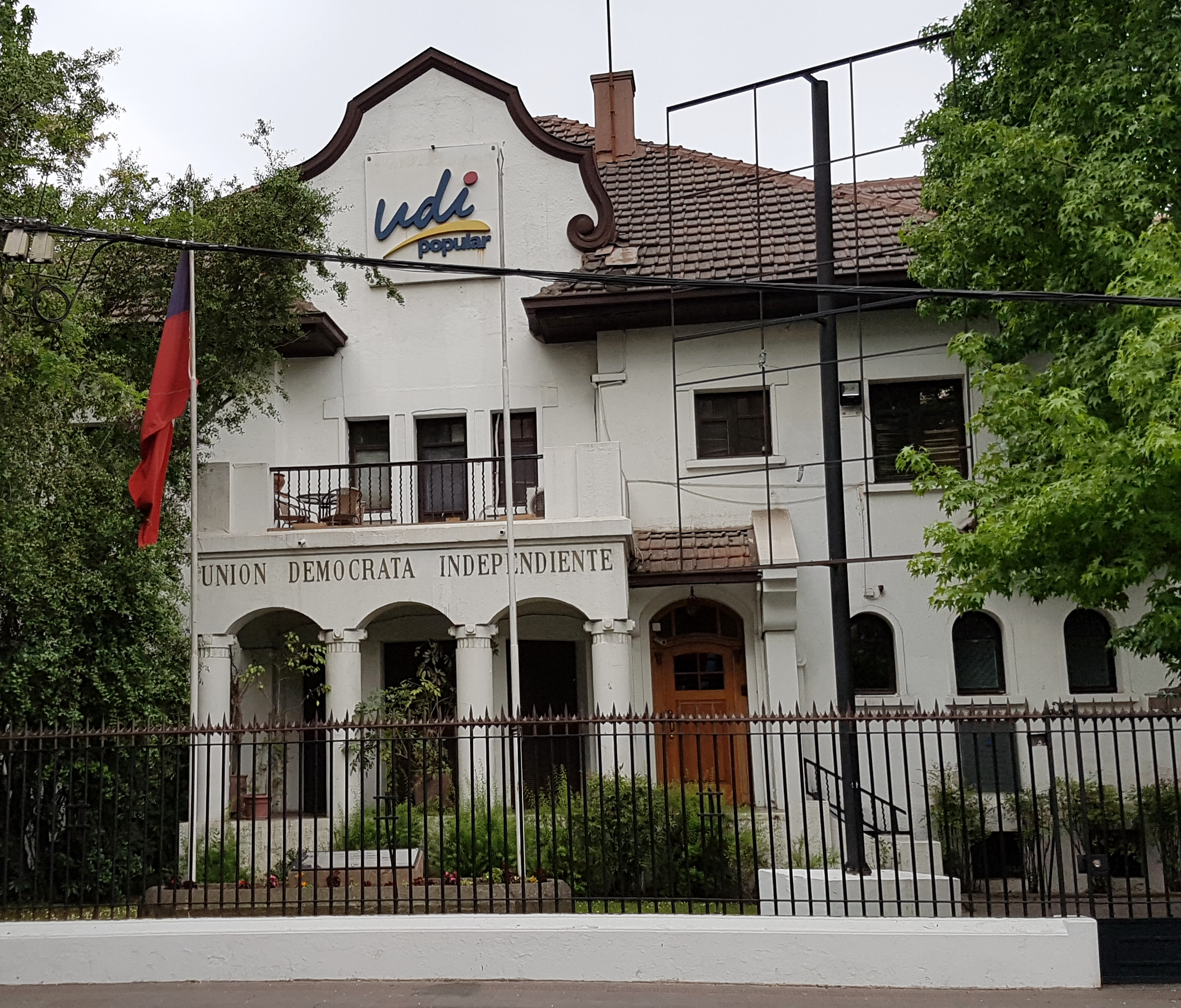
Sede nacional de la UDI, Providencia.

El naciente movimiento, partidario de la dictadura militar, tuvo (a diferencia de los grupos políticos de derecha tradicional) un fuerte acento en implantarse en los estratos populares, con el propósito de ir arrebatando a la izquierda y centroizquierda su tradicional dominio de estos. En medio de la creciente crisis económica de aquella época, los militantes realizaban trabajos en terreno y formando líderes poblacionales que ayudaran a extender la influencia de la UDI en los sectores medios y populares. Uno de ellos fue Simón Yévenes, pequeño comerciante y dirigente de la UDI de la comuna de La Granja, asesinado el 2 de abril de 1986 por un grupo del movimiento insurgente de izquierda Frente Patriótico Manuel Rodríguez.
El 29 de abril de 1987, la Unión Demócrata Independiente se fusionó con otros movimientos afines como el Movimiento de Unión Nacional de Andrés Allamand y el Frente Nacional del Trabajo, encabezado por Sergio Onofre Jarpa, más algunos antiguos militantes y partidarios del Partido Nacional y de la Democracia Cristiana, formando el partido Renovación Nacional (RN), que logró aglutinar brevemente a casi la totalidad de los movimientos de derecha del país. Sin embargo, la UDI mantuvo su propia identidad en el nuevo partido, lo que, en marzo de 1988, provocó una crisis que culminó con la expulsión de Jaime Guzmán de Renovación Nacional y como consecuencia, la renuncia al partido de todos los miembros de la UDI, luego de que Guzmán denunciara irregularidades y fraude en las elecciones internas del nuevo referente político. Los gremialistas conformaron un movimiento propio para apoyar la candidatura de Augusto Pinochet en el plebiscito de 1988, el cual llevó por nombre UDI por el Sí.
Allamand quedaba al frente de Renovación Nacional, mientras que Jaime Guzmán lograba refundar (el 22 de octubre de 1988) e inscribir como partido político a la Unión Demócrata Independiente el 25 de abril de 1989.
El 3 de mayo de 1989 se constituye la primera directiva de la UDI, siendo integrada por Jaime Guzmán Errázuriz como presidente; Jovino Novoa Vásquez, Francisco Bartolucci Johnston, Eugenio Cantuarias Larrondo, Julio Dittborn Cordua y Joaquín Lavín Infante, como vicepresidentes y como secretario general, Pablo Longueira Montes.

### Años 1990

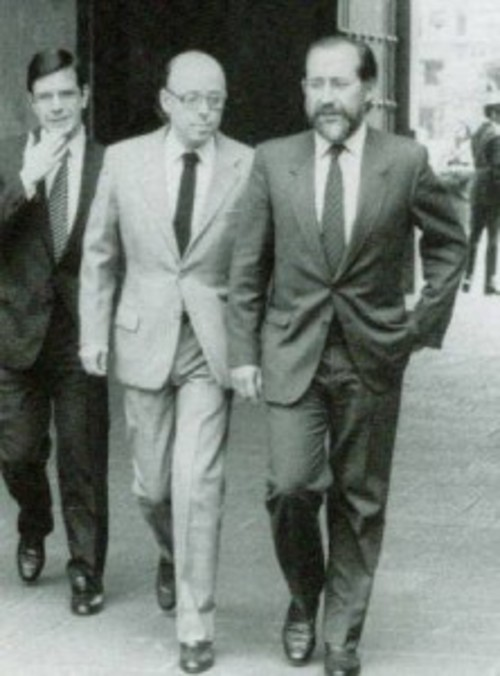
Los dirigentes de la UDI Joaquín Lavín, Jaime Guzmán y Jovino Novoa a principios de la década de 1990.

En las elecciones presidenciales, la Unión Demócrata Independiente (UDI) promovió la candidatura de Hernán Büchi, apoyada también por Renovación Nacional. Büchi renunció temporalmente como candidato (lo que originó que RN propusiese a su propio candidato, Sergio Onofre Jarpa), pero concurrió finalmente. Su candidatura resultó segunda, con un 29,40 % de los votos, siendo superado por el candidato Demócrata Cristiano de la Concertación, Patricio Aylwin.
En las elecciones parlamentarias de 1989, la Unión Demócrata Independiente obtuvo un 9,82 % de votos en diputados (14 diputados de 120) y un 5,11 % en senadores (2 senadores electos sobre 38). Guzmán fue candidato por la Circunscripción VII (Santiago Poniente), junto con Andrés Zaldívar y Ricardo Lagos, dos de los principales líderes de la Concertación de Partidos por la Democracia. Aunque Guzmán obtuvo el tercer lugar con solo el 17 % de los votos, el sistema binominal permitió su elección relegando a Lagos que había sacado 175 000 votos más, con el 30 %. Guzmán, desde 1990, quedó posicionado como el líder de la oposición y fue una de las voces más críticas del nuevo gobierno democrático, acusándole de blandura en la lucha contra las organizaciones terroristas y subversivas que operaban en Chile aún luego del restablecimiento de la democracia. El 1 de abril de 1991, Guzmán fue asesinado por miembros del Frente Patriótico Manuel Rodríguez (autónomo).
La Unión Demócrata Independiente se mantuvo en los primeros años de la transición como un partido menor en comparación con su aliado Renovación Nacional, pero con el paso de los años logró ganar preferencias, igualar y superar a RN. En las elecciones siguientes, la UDI comenzó a crecer notoriamente: obtuvo un 12,11 % en la elección de diputados de 1993, un 14,45 % en las elecciones de 1997 y 25,19 % en las elecciones de 2001, año en que se convirtió en el partido más votado, quitando ese título a la Democracia Cristiana.

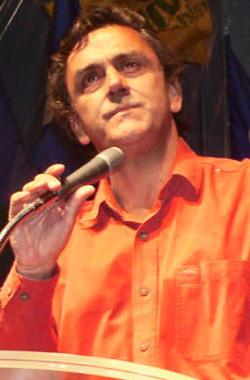
Pablo Longueira, cofundador y presidente del partido entre 1998 y 2004.

En 1992, el partido realizó un Congreso Doctrinario en Punta de Tralca, ocasión en que se definieron los principios regidores del partido, definiéndose como popular, libertario y con un sentido cristiano. Dentro de este primer punto, se definió la consagración de la UDI como un partido popular, aclarándose que "el destinatario de nuestra acción es el pueblo chileno, formado por todos sus habitantes, sin exclusión alguna". Según el ideario del partido la noción de pueblo es superior a todas las divisiones que puedan existir dentro de la nación, por ende el partido luchará por toda la sociedad chilena. Así mismo, se proclamó como defensor de la libertad del pueblo, aquella que es libre y creadora de más libertad. De esta manera, la UDI expresó en su declaración de principios que "alcanzar la libertad y sus bienes como la paz y la justicia son prioridades como organización política". Se puntualizó la inspiración cristiana del partido, no definiéndose como un partido político confesional. Postularon también el valor de la familia, el Estado y otras entidades intermedias, toda vez que son el centro de la acción social.
En 1999, el alcalde de Las Condes y militante de la UDI Joaquín Lavín fue proclamado candidato de la Alianza por Chile para la elección presidencial. Aun siendo un rostro relativamente nuevo, su moderado respaldo a Augusto Pinochet y una propuesta eminentemente pragmática más que dogmática, lo llevó a obtener el 47,51 % de los votos frente al candidato de la Concertación Ricardo Lagos en la primera votación, con una diferencia de aproximadamente 30 000 votos (es decir, casi un voto por mesa). Finalmente, en enero de 2000, Lavín obtuvo un 48,69 % de los votos frente al 51,31 % de Lagos en la segunda vuelta, lo que fue la mayor votación obtenida por un candidato presidencial de derecha en Chile en el siglo XX.

### Oposición al gobierno de Ricardo Lagos (2000-2006)

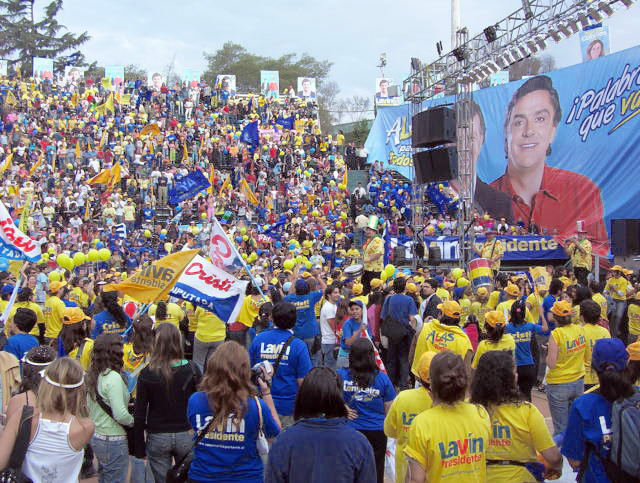
Cierre de campaña presidencial y parlamentaria de la Unión Demócrata Independiente en el Estadio Nacional, realizada el 7 de diciembre de 2005.

Durante la primera mitad del período presidencial de Ricardo Lagos (2000-2006), la UDI se consolida como un actor político relevante de la oposición. Muestra de ello son los resultados de la UDI en las elecciones municipales de Chile de 2000, las elecciones parlamentarias de Chile de 2001 y el acuerdo Lagos-Longueira del 17 de enero de 2003 para modernizar el Estado y dar una salida políticamente consensuada a los casos de corrupción (Coimas, Mop Gate, Ciade, sobresueldos, concesiones, Corfo) que afectaban la estabilidad institucional del gobierno de Lagos. Fruto de esto es la legislación sobre financiamiento electoral, probidad, alta dirección pública, asignación por funciones críticas, ley de compras públicas, ley de procedimiento administrativo, entre otras. En este periodo destaca especialmente la figura del presidente del partido, Pablo Longueira.
En julio de 2002 el concepto de «partido popular» fue instaurado oficialmente en los estatutos de la UDI, mediante la inclusión de dichas palabras en el lema del partido. Esto generó una pugna con el Partido Demócrata Cristiano, el cual también tenía inscritos en el registro del Instituto Nacional de Propiedad Industrial las marcas Partido Cristiano Popular, Partido Democracia Popular, Partido Demócrata Popular, Partido Popular Democracia, Partido Popular Demócrata, y Partido Popular Cristiano. Finalmente en octubre de ese mismo año el Servicio Electoral falló a favor de la UDI y el nuevo lema fue acuñado en sus documentos estatutarios.
Un hito en la imagen del partido se produjo en 2003, cuando Longueira informa en una entrevista de TV que se reunía con familiares de detenidos desaparecidos, quienes veían al partido como una institución seria y confiable, a través de la cual podrían obtener algunas de las soluciones que la Concertación hasta esa fecha no les había otorgado. De estas numerosas reuniones, surgió el documento "La Paz Ahora", que buscaba dar una señal de reconciliación nacional.

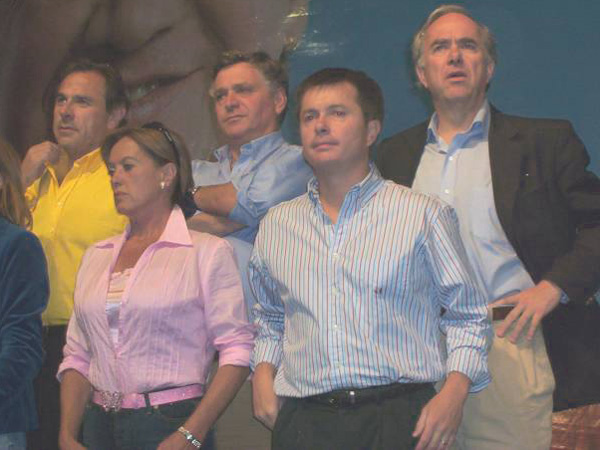
Candidatos de la UDI al Congreso, 2005.

También durante 2003 se acentuaron los roces y conflictos entre RN y UDI, debidos principalmente a una disputa entre ambos partidos por el liderazgo al interior de la Alianza por Chile, así como a desavenencias personales entre los presidentes de ambos partidos, Pablo Longueira y Sebastián Piñera. Tal es que Joaquín Lavín, que por entonces era el líder de la Alianza por Chile y candidato único del sector para la elección presidencial, debió pedir públicamente y de improviso a ambos la renuncia a sus cargos en marzo de 2004.
La disputa por la hegemonía en la Alianza por Chile, la percepción de agotamiento de la figura de Lavín luego de cuatro años en la alcaldía de Santiago y cinco años como precandidato presidencial, entre otros factores, desembocó finalmente en que Renovación Nacional levantara en mayo de 2005 la candidatura de Piñera a la Presidencia del país, no obstante el compromiso previo de apoyar nuevamente la opción de Lavín. Estos hechos llevaron a la renuncia de numerosos dirigentes de RN. Aunque se propuso realizar elecciones primarias para que la Alianza presentara un solo candidato presidencial en la elección presidencial, en definitiva RN mantuvo la candidatura de Piñera y la UDI patrocinó a Lavín, quien obtuvo el tercer lugar (23,22 % de los votos), resultando excluido de la segunda vuelta. No obstante su derrota, al día siguiente de la elección, Lavín y la UDI se sumaron resueltamente a la campaña de Piñera, que finalmente obtuvo sólo el 46,50 % ante Michelle Bachelet.

### Oposición al primer gobierno de Michelle Bachelet (2006-2010)
Durante el gobierno de Michelle Bachelet, la UDI fue el partido mayoritario en ambas cámaras del Congreso y enfrentó con éxito la elección municipal de 2008. En el plano interno, en julio de 2008 por primera vez se presentaron dos listas para dirigir el partido: una encabezada por Juan Antonio Coloma Correa y Víctor Pérez Varela (que contaban con el respaldo de los líderes históricos del partido) y otra por José Antonio Kast y Rodrigo Álvarez (apoyados principalmente por los diputados más jóvenes). Ambos candidatos recorrieron el país y tomaron contacto con sus cuadros por varios meses. Efectuada la inédita elección por los 800 consejeros generales reunidos en el edificio Diego Portales, la lista de Kast obtuvo el 36% de los votos.
La directiva de Coloma se abocó de inmediato a los detalles de la inminente elección municipal, y apenas concluida ésta, a los preparativos de la elección parlamentaria del año siguiente y a la cuestión de la sucesión presidencial. En Termas de Colina, en consejo directivo ampliado de 12 de diciembre de 2008, los más altos dirigentes del partido resolvieron renunciar a la opción de ofrecer al país un candidato presidencial de la UDI y entregar desde entonces su apoyo a la candidatura de Sebastián Piñera para evitar un quinto gobierno consecutivo de la Concertación. Esta decisión se ratificó por unanimidad en Valparaíso, en consejo general del partido, el 22 de agosto de 2009.
Sebastián Piñera, el candidato de la Coalición por el Cambio, fue elegido presidente de la República de Chile el 17 de enero de 2010, en balotaje frente al senador Eduardo Frei Ruiz-Tagle. La UDI y su despliegue territorial fue clave para el triunfo de Piñera y su penetración en los segmentos populares del país. Por su parte, en las elecciones parlamentarias de Chile de 2009, la UDI logró mantenerse como el partido más votado del país y eligió 37 diputados.

### Partido oficialista (2010-2014)

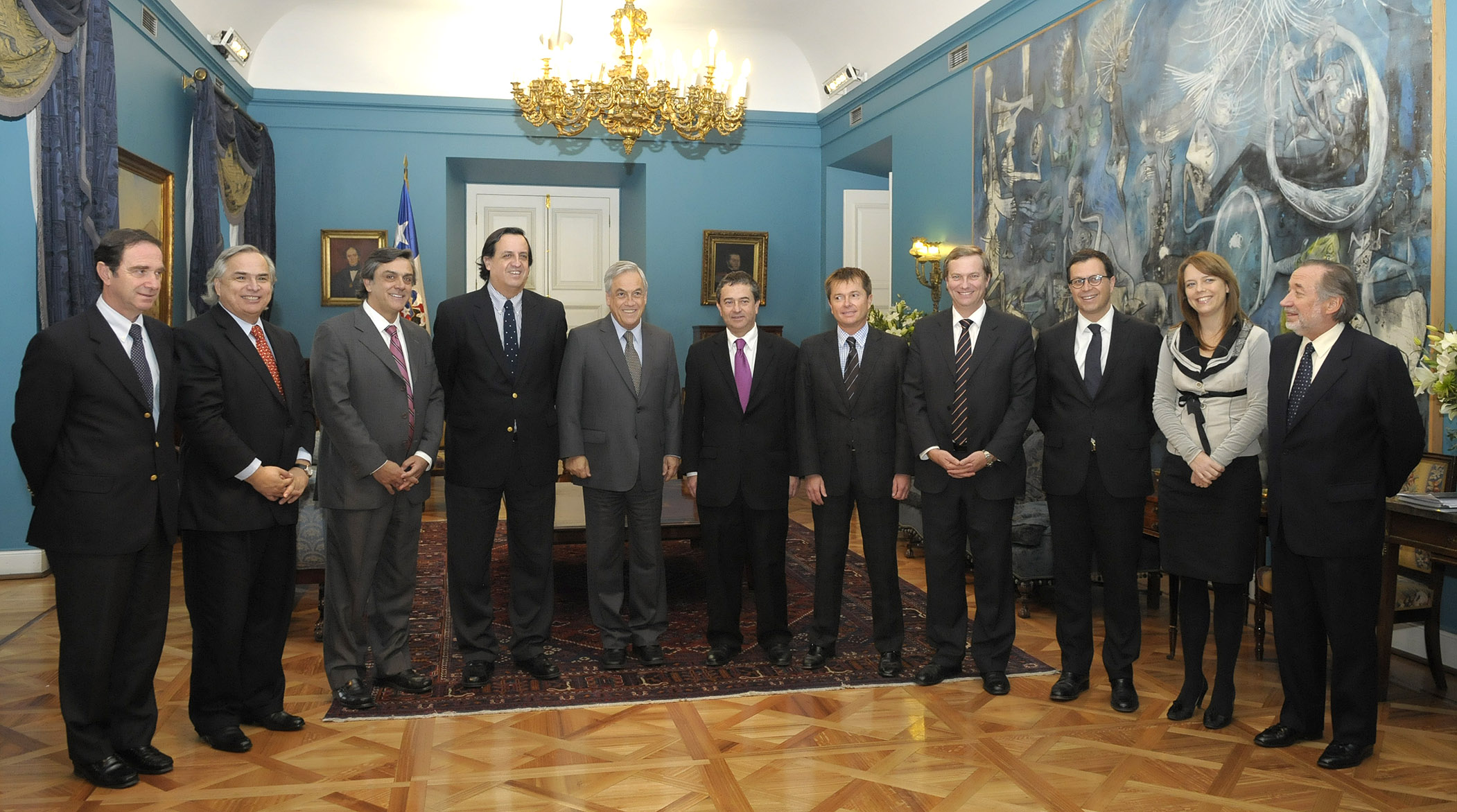
Reunión del presidente Sebastián Piñera con la directiva nacional de la UDI en 2011.

Numerosos militantes de la UDI participaron en el Primer gobierno de Sebastián Piñera en todos los niveles. Algunos de los miembros más destacados del fueron los ministros de Estado Andrés Chadwick, Pablo Longueira, Ena von Baer, Joaquín Lavín, Evelyn Matthei, María Ignacia Benítez, Rodrigo Álvarez; los subsecretarios Julio Dittborn, Miguel Flores, Tomás Flores, Pablo Wagner, Carol Bown y Rosanna Costa; y Jacqueline van Rysselberghe, que asumió la intendencia de la Región del Biobío en estado de catástrofe luego del terremoto del 27 de febrero de 2010.

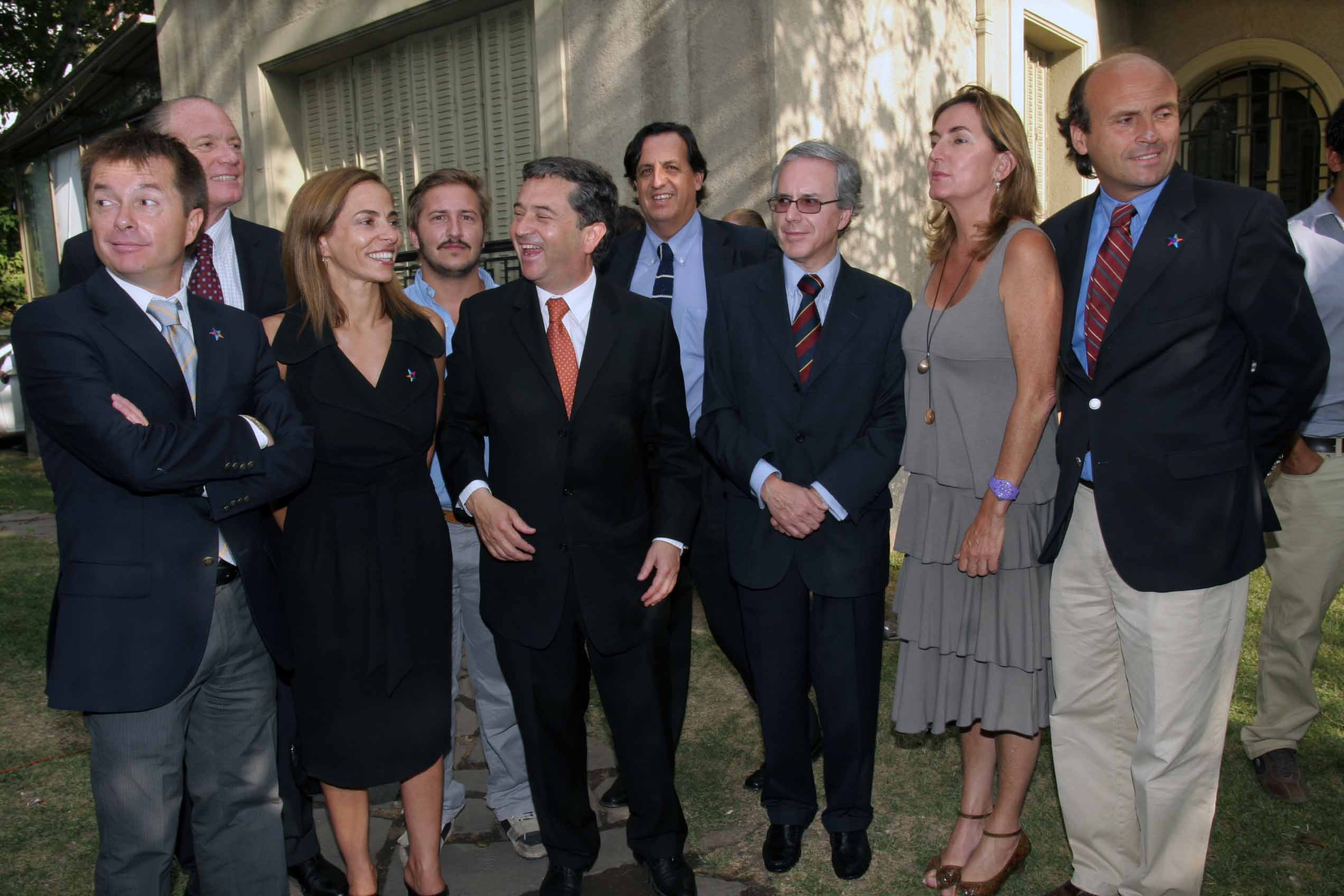
Dirigentes gremialistas el 2010.

En agosto de 2010 se enfrentaron por segunda vez las listas de Juan Antonio Coloma Correa y José Antonio Kast para dirigir la UDI, nuevamente con un triunfo para Coloma con más del 67 % de los votos de los consejeros generales reunidos en el Círculo Español de Santiago.
Desde el 30 de marzo de 2012, el presidente de la UDI fue Patricio Melero y su secretario general fue José Antonio Kast, quienes fueron elegidos por aclamación. Esta directiva logró sortear con moderado éxito la elección municipal de 2012, sufriendo derrotas en algunas comunas simbólicas y obteniendo otros municipios menores, pero manteniéndose como el partido más votado de Chile.
El 12 de enero de 2013, el consejo general de la UDI realizado en el Congreso Nacional en Valparaíso, proclamó como su candidato a la Presidencia de Chile al exministro de Minería y Obras Públicas Laurence Golborne.

Luego de la renuncia de Golborne a su candidatura, el 29 de abril de 2013, en un consejo general extraordinario realizado en la sede del partido, la UDI proclamó a Pablo Longueira, entonces ministro de Economía y expresidente del partido, como candidato presidencial. Luego de una campaña intensa y de pocas semanas, Longueira se impuso como vencedor de las primarias presidenciales de la Alianza y fue proclamado candidato presidencial de la Alianza.

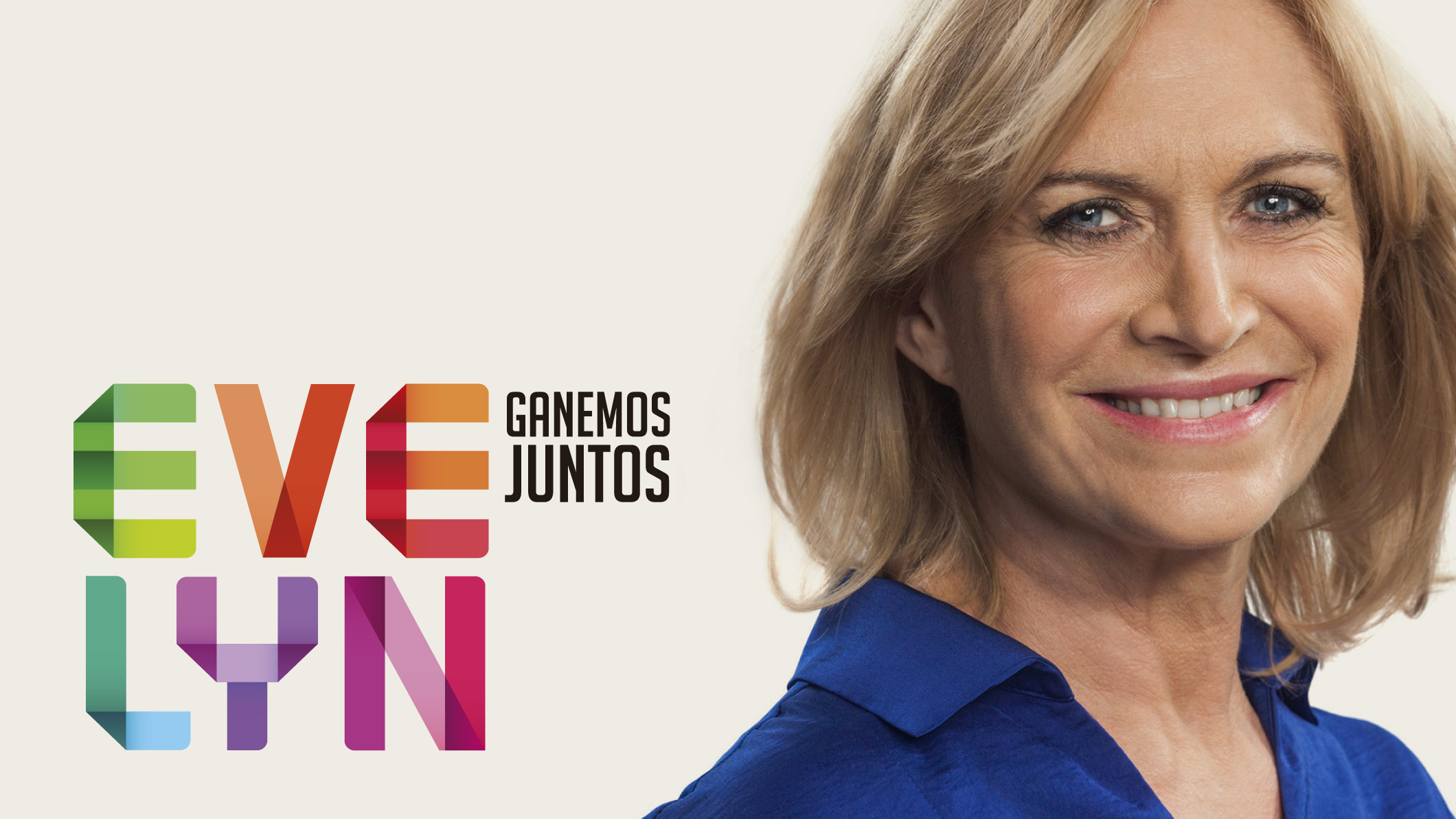
Tras dos cambios de candidato, la abanderada de la UDI para la elección presidencial 2013 fue Evelyn Matthei.

Aquejado de un cuadro de depresión, Pablo Longueira debió dejar su candidatura, obligando a su partido y a Renovación Nacional a nombrar a un nuevo candidato único, siendo Evelyn Matthei la escogida para ser la nueva candidata a la presidencia.
La UDI continúa como el partido más votado de Chile y mantiene la bancada más grande de diputados y senadores luego de las elecciones parlamentarias de 2013, a pesar de registrar un descenso en su votación y de perder 10 diputados. En la elección presidencial de 2013, Evelyn Matthei obtuvo el segundo lugar en la primera votación y luego fue derrotada en la segunda vuelta por Michelle Bachelet, el 15 de diciembre de 2013.

### Oposición al segundo gobierno de Michelle Bachelet (2014-2018)

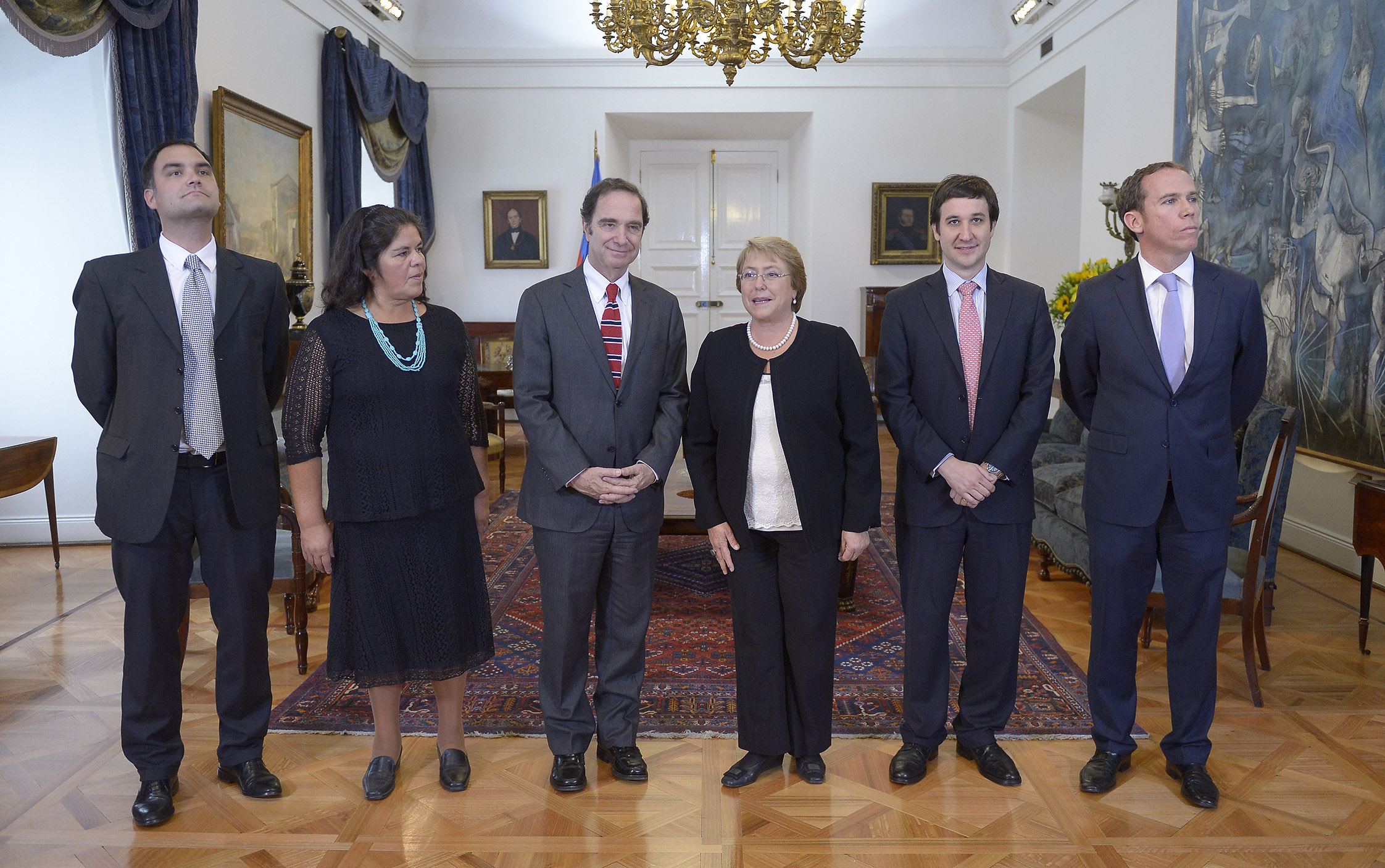
Michelle Bachelet recibe a la directiva del partido, 2015.

La UDI efectuó un encuentro programático en Punta de Tralca en marzo de 2014, al cabo del cual se acordó estudiar una posible actualización de su declaración de principios. Asimismo, se reafirmó en su rol opositor, particularmente a la reforma educacional y alza de impuestos propuestos por el Gobierno. El partido renovó su directiva el 10 de mayo de 2014, aclamando a la lista única encabezada por el diputado Ernesto Silva. Se trata de una directiva liderada por parlamentarios que no superan los 40 años de edad.
Según diversas encuestas de opinión, ha sido duramente golpeada en su respaldo ciudadano, siendo apoyada por solo el 11% de la población.
El 11 de diciembre de 2016 el partido realizó por primera vez la elección de su directiva nacional mediante el mecanismo de "un militante, un voto", además de implementar un sistema de votación electrónica. En dicha ocasión Jacqueline van Rysselberghe se convirtió en la primera mujer en liderar el partido luego de vencer a la lista encabezada por Jaime Bellolio, obteniendo 4245 votos contra 2560 de Bellolio y 24 votos en blanco. La segunda elección por la directiva del partido se realizó el 16 de diciembre de 2018, cuyos candidatos era el diputado Javier Macaya y la senadora Jacqueline van Rysselberghe, siendo esta última reelegida con un 52% de los votos; sin embargo, a pesar del triunfo electoral, estas elecciones solo participó el 30% del padrón electoral del partido, en la que sufragaron más de 13 000 personas.

### Segundo gobierno de Sebastián Piñera y crisis institucional (2018-2022)
Al comienzo del segundo gobierno de Piñera tuvo 5 militantes en el gabinete inicial destacando figuras como Marcela Cubillos o Andrés Chadwick. Al estallar las protestas en 2019 el partido las condena desde un inicio. Uno de los momentos más complejos del partido durante período se ubicó con respecto al desarrollo del proceso constituyente a partir de su participación del acuerdo del 15 de noviembre. En este acuerdo tuvieron un rol de bloqueo en torno a consideraciones de paridad, independientes y pueblos originarios así como también se destacaron por la implementación de los 2/3 como quorum del nuevo organismo. Sin embargo, la paridad fue incorporada posteriormente en la Cámara de Diputados, con la venía de Chile Vamos pero con el desacuerdo de la UDI. Este conflicto detonó que el partido suspendiera su participación en Chile Vamos el 20 de diciembre de 2019. Aprobada la reforma, el partido apoyo la opción Rechazo y Convención Mixta (50%electos y 50%parlamentarios) para el plebiscito del 25 de octubre de 2020. Hubo elecciones internas en diciembre de 2020 donde se enfrentaron la facción liderada por Víctor Pérez contra la de Javier Macaya, donde este último, sería proclamado presidente del partido después de obtener 55% de los sufragios.
En contexto de las elecciones presidenciales de 2021, el partido discutió la posibilidad de llevar de candidaturas para las primarias de Chile Vamos, a los ediles Evelyn Mathei (Providencia) y Joaquín Lavín (Las Condes)Lavín anunció en enero de 2021 que no iría a la reelección como alcalde de Las Condes y anunció su candidatura presidencial para 2022.
En forma paralela, la alcaldesa de Providencia y candidata presidencial de 2013, Evelyn Matthei, anunció el 27 de enero que competiría por la nominación a la presidencia; sin embargo, se manifestó contraria a la idea de que el partido eligiera un candidato único para la primaria de la coalición, indicando que prefería que tanto ella como Lavín llegaran a dicha instancia. Otras candidaturas mencionadas dentro de la UDI fueron las de la alcaldesa de Maipú, Cathy Barriga y el ministro Alfredo Moreno, mientras el senador Iván Moreira anunció sus intenciones de competir en caso de que Lavín y Matthei no participaran.Luego de la elección municipal en que fue reelegida como alcaldesa, Matthei declaró formalmente que no participaría de la primaria, puesto que en caso de renunciar para ser candidata, el concejo municipal (que tenía desde esa elección una mayoría opositora) elegiría su reemplazo. Así, Lavín quedó como único candidato de la UDI, siendo proclamado por su Consejo General el 17 de mayo de 2021.Obtuvo un 31,30% quedando segundo detrás de Sebastián Sichel. Entre esta fecha y la elección presidencial del 21 de noviembre, la UDI apoyo a Sebastián Sichel, después moviendo a su apoyo a su exmilitantes y triunfador de la primera vuelta, José Antonio Kast, del Partido Republicano. Finalmente Kast resultó vencido por Gabriel Boric, de Apruebo Dignidad.

## Controversias

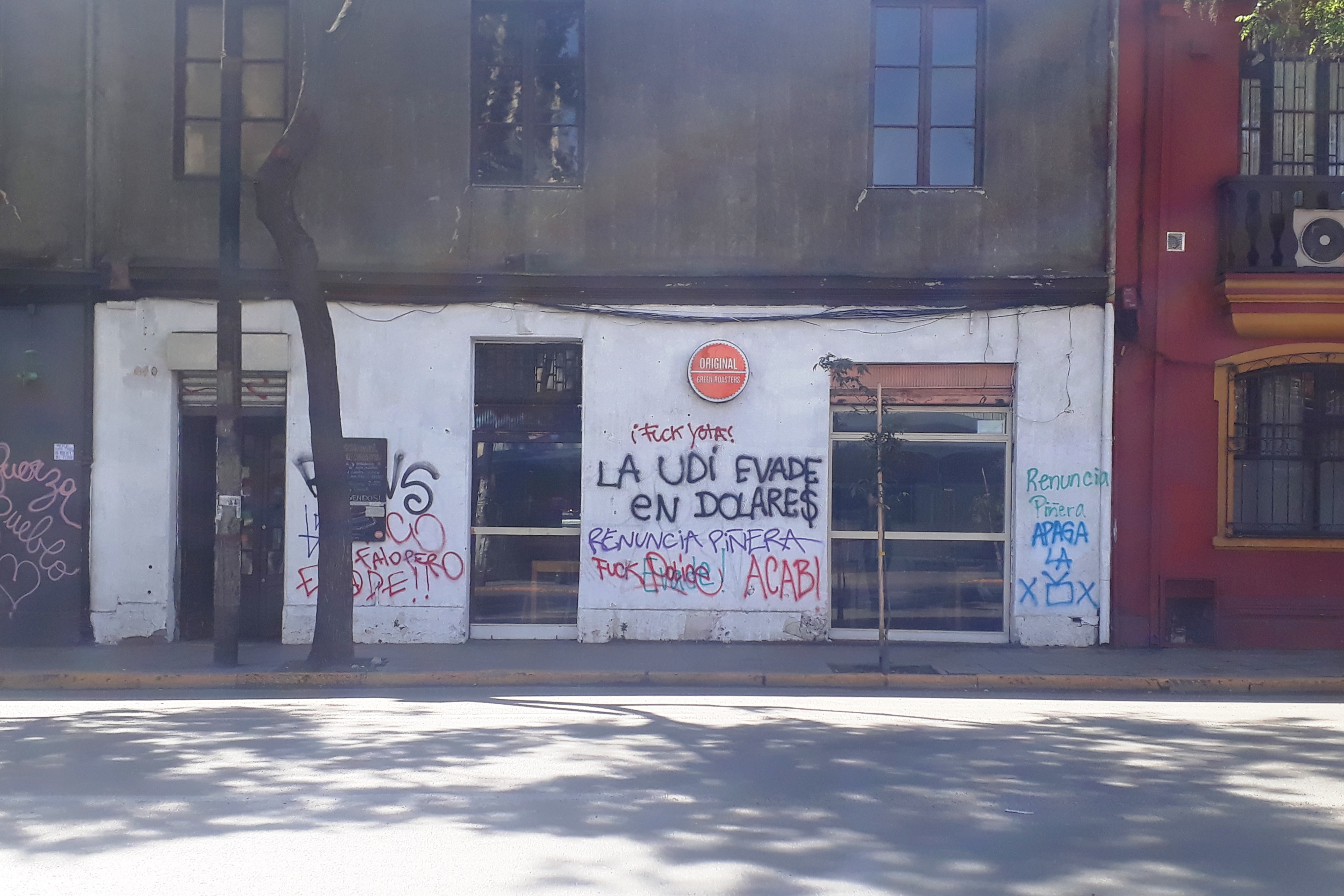
Rayados callejeros criticando a la UDI, octubre de 2019.

### Escándalos de corrupción

#### Caso Penta
A fines de 2014, se hizo público el escándalo conocido como Caso Penta, por el cual se investigan financiamientos irregulares a varios políticos de la UDI por parte de Empresas Penta, cuyo dinero de origen dudoso era utilizado especialmente para financiar campañas parlamentarias en las elecciones parlamentarias de 2013. Entre los miembros acusados se encuentran Jovino Novoa, Ena von Baer, Iván Moreira, Laurence Golborne, José Antonio Kast, Pablo Zalaquett y Ernesto Silva Méndez.  Actualmente el caso se encuentra en etapa de investigación formalizada ante los tribunales de justicia y hasta el momento ya se dictó sentencia sobre Jovino Novoa, quien ya condenado por delitos tributarios a una pena de tres años de pena remitida y suspensión legal de cargo u oficio público durante el tiempo de la condena, el pago de una multa equivalente al 50% de los impuestos defraudados, y el pago de 5 Unidades Tributarias Anuales.
Existen además otros casos judiciales de corrupción donde se investigan a algunos de sus integrantes, lo que ha afectado el prestigio del partido, como la situación del senador Jaime Orpis, quien fue desaforado y renunció a su militancia en la UDI, después de ser acusado de cohecho, lavado de activos, delito tributario a través de boletas ideológicamente falsas y fraude al Fisco durante la tramitación de la Ley de Pesca el año 2012. El 2 de diciembre de 2020, el Tercer Tribunal Oral en lo Penal de Santiago declaró culpable a Orpis de seis delitos de fraude al fisco y dos delitos de cohecho. En tanto, lo absolvió de los delitos tributarios que le imputaban, ya que el Servicio de Impuestos Internos no perseveró en su querella. Finalmente, el 16 de abril de 2021 fue condenado a 5 años y un día de prisión efectiva.

#### Caso Soquimich
A comienzos de 2015, mientras se estaba llevando a cabo las investigaciones sobre el Caso Penta, se descubrieron una serie de boletas ideológicamente falsas por $7.5 millones de pesos emitidos por la cuñada del Subsecretario de Minería Pablo Wagner, María Carolina de la Cerda, cuyo destino era supuestamente para SQM, pero terminó siendo utilizado para financiar la campaña senatorial de 2009 de Joaquín Lavín. En medio de la investigación, se revelaron más financiaciones ilegales a campañas parlamentarias de los años 2009 y 2013, tanto para políticos de la Nueva Mayoría como de la Alianza por Chile. En la Fiscalía de Alta Complejidad, de la Cerda declaró que todo comenzó a comienzos de 2009, cuando Wagner comenzó a solicitarle boletas de honorarios para campañas electorales de la Unión Demócrata Independiente, siendo uno de los paraderos de estas boletas fue hacia una empresa dirigida por el economista William Díaz, el actor Vasco Moulian, y los UDI Ernesto Silva y Pablo Wagner. 
En enero de 2016, la Unión Demócrata Independiente bajo la presidencia del senador Hernán Larraín, negaron dar declaraciones ante un informe estadounidense contratado por SQM, en el que constató que el 45% de los pagos investigados en el caso, fueron recibidos por el partido. Larraín solo declaró que todo quedará en manos de los tribunales de justicia y que no hay que sacar conclusiones apresuradas, mientras que por otro lado, el timonel de la UDI culpó a la entonces Presidenta Michelle Bachelet por lo que ellos consideraron su falta de gestión en la solución de estos escándalos en la clase política y otros asuntos.
En marzo de 2016, los fiscales Pablo Gómez y Eduardo Fajardo ordenaron la formalización de la exsecretaria de la UDI Marisol Cavieres, bajo los cargos de delitos tributarios por facilitación y emisión de boletas ideológicamente falsas. En el juicio se reveló que entre 2009 y 2013, Cavieres emitió 65 boletas falsas a SQM, bajo un monto total de $271 millones de pesos, bajo la solicitud de 13 personas ligadas a la Unión Demócrata Independiente. Ese mismo mes, se hicieron públicos unos correos electrónicos donde el senador Pablo Longueira gestionaba una ley redactada por los directivos de la empresa Minera SQM, por la cual le habrían pagado al senador la cifra de 730 millones de pesos (cerca de un millón de dólares).
El 23 de septiembre de 2016, un informe realizado por la Brigada de Delitos Funcionarios de la Policía de Investigaciones (PDI) logró revelar 42 emisores de boletas ideológicamente falsas de SQM vinculadas con la Unión Demócrata Independiente, las cuales estuvieron vinculadas con la secretaria de diversas directivas del partido, Marisol Cavieres, quién durante su procesamiento judicial, se demostró que en su agenda habían registros de encuentros y correos electrónicos entre los expresidentes de la UDI Jovino Novoa y Juan Antonio Coloma Correa, con el exgerente general de SQM Patricio Contesse entre los años 2009 y 2013, y en la que el informe ''existen registros en la carpeta investigativa de declaraciones de imputados que afirmaron que Marisol Cavieres les solicitó emitir boletas falsas de honorarios de Soquimich. Lo anterior se verificó con los imputados Daniela Cabrera, Marcelo Rivera, Maximiliano Bellolio y Katherine González.'' Entre las figuras de la UDI vinculadas en este informe por emisión de boletas falsas u complicidad de los fraudes, además de Novoa y Coloma, se encuentra los exdiputado Felipe Salaberry y Manuel Rojas, los militantes históricos del partido Gonzalo Molina y Andrés Serrano, el actual alcalde de Colina Mario Olavarría y el exconcejal de Antofagasta Robert Araya Alquinta.
Los efectos de este caso provocaron daños en toda la derecha, ya que en enero de 2015 marcaron un 11 % de aprobación en la encuesta Adimark, su nivel más bajo desde que se inició dicha encuesta mensual en 2006.
En octubre de 2016, la exjefa de prensa de la UDI, Lily Zúñiga, autodenunciante por el caso SQM, lanzó el libro Imputada, la historia de la negra tatuada de la UDI, en el que denuncia malas prácticas del partido, así como frecuentes prácticas de abuso de poder, racismo, clasismo y acoso sexual.

### Vínculos y defensa de parlamentarios hacia Colonia Dignidad
Desde la dictadura militar y los primeros años de la Unión Demócrata Independiente, Jaime Guzmán junto con otros futuros políticos como Andrés Chadwick, Pablo Longueira, Hernán Larraín, entre otros, realizaron constantes visitas en la controvertida Colonia Dignidad, organización donde se cometieron múltiples violaciones a los derechos humanos, posesión de armas ilegales, torturas y desapariciones de opositores hacia el régimen de Augusto Pinochet, junto con el hecho de que Paul Schäfer, era un enfermero de las Wehrmacht quién en juicios posteriores, sería culpable de numerosos abusos sexuales de menores y de ser una figura casi mesiánica en el asentamiento.
Tras el retorno a la democracia, el presidente Patricio Aylwin presentó un decreto en marzo de 1991 para eliminar la personalidad jurídica que Colonia Dignidad poseía, en calidad de ''Sociedad Benefactora y Educacional Dignidad''. Ante esta iniciativa, un total de 17 senadores (todos vinculados con la dictadura militar), entre ellos los UDI Jaime Guzmán y Beltrán Urenda, decidieron recurrir ante el Tribunal Constitucional dado que consideraban el decreto como inconstitucional, y en el que Beltrán declaró: ''Temo que en este momento no estemos perdiendo la Colonia Dignidad, sino que nuestra dignidad como país.'' El recurso presentado por los senadores fue criticado por la Concertación, en la que los diputados Sergio Aguiló y Jaime Naranjo, manifestaron que las conclusiones del Informe Rettig, los senadores no podían ocultar las vinculaciones de Colonia Dignidad con las violaciones a los derechos humanos. Aun así, tres meses después, el Tribunal Constitucional desestimó el recurso presentado por estos senadores. Durante ese período, se dio paso a la creación de un ''grupo de amigos'' a favor de la escuela y el hospital de Villa Baviera, entre los que se encontraron políticos como Hernán Larraín, Juan Antonio Coloma Correa, Evelyn Matthei, Jaime Orpis, Carlos Bombal, entre otros, quienes evitaron el cierre de ambos edificios en 1994 por parte del gobierno.
En 1996, los senadores Hernán Larraín y Sergio Fernández reaccionaron de forma negativa ante los allanamientos policiales hacia Colonia Dignidad que buscaban arrestar  Schäfer; la oposición de los senadores hacia el operativo policial se debía ante una supuesta inconstitucionalidad (la cual fue rechazada por el Tribunal Constitucional) y por los recursos que se gastaban en la persecución del jerarca alemán.
En 1997, Schäfer huyó del país, por lo que se realizaron nuevos operativos policiales en el asentamiento, donde no solo se detuvieron a los colaboradores de Schäfer, sino que también se revelaron la presencia de numerosas armas de fuego, más la revelación de que Colonia Dignidad fue centro de tortura y otras violaciones a los derechos humanos perpetrados durante la dictadura militar. En cuanto a los colonos alemanes, quienes muchos fueron víctimas de maltratos y violaciones, fueron convencidos de abandonar el enclave, por lo que mucho de ellos se radicaron tanto en diversas partes de Chile como hacia Alemania. En 1998, y a pesar de todos los allanamientos y descubrimientos de otros crímenes realizados en el lugar, el senador Hernán Larraín junto con numerosos políticos de derecha siguieron negando tales crímenes, acusando los operativos policiales como un ''montaje'' que buscaba desprestigiar la imagen de Colonia Dignidad.
Sin embargo, cuando finalmente Paul Schäfer fue detenido en 2005 en Argentina, y posteriormente extraditado y encarcelado en Chile, Larraín manifestó su alegría ante la detención del líder de Colonia Dignidad, bajo el argumento de que era necesario detener a un sujeto que había cometido delitos gravísimos, que no era su amigo, y que el hecho de defender la mantención del hospital del enclave era porque en el edificio atendía a mucha gente de la región. Ante el mismo período en que Schäfer fue detenido, el exsubsecretario del Interior Belisario Velasco, declaró en una entrevista en The Clinic, que había una inmensa red de protección elucubrada tanto por la derecha chilena como parte de la Iglesia Católica, para evitar que parte de la investigación no llegue hacia la opinión pública o devele más delitos de los cometidos en Colonia Dignidad. Junto con ello, Velasco sostiene que esa red de protección aun sigue vigente, y que quizás oculte un enorme anillo de pedofilia, negocios ilícitos u de otras violaciones de derechos humanos que aun no se han resuelto en la actualidad.

### Oposición a la educación sexual y los preservativos
En el ámbito social, uno de los temas que más controversia han causado dentro de la Unión Democrática Independiente, es su oposición hacia el rol del Estado en realizar campañas de realizar clases de educación sexual en los colegios, campañas a favor del uso de preservativos y para prevenir enfermedades venéreas, como el VIH/Sida.
En mayo de 2004, la UDI se mostró crítica ante la campaña de prevención del Sida realizada por el diario La Nación, la cual consistía en la entrega gratuita de condones. En ello, el entonces diputado Iván Moreira criticó que el Gobierno, la Concertación y algunos medios de comunicación estaban ''manoseando y caricaturizando el tema''; seguido de los dichos del entonces secretario general de la UDI, Patricio Melero, quién consideraba la idea como imprudente, ''ya que es una acción que induce a hacer creer a la población de que basta usar el preservativo para estar prevenido del Sida (...) ya que puede inducir a la población a tomar sólo un camino para enfrentarlo y eso, al igual que el tema de la píldora del día después, la población tiene derecho a conocer en toda su magnitud las distintas opciones valóricas y religiosas.'' Ante estas críticas de la UDI, la diputada del PPD, María Antonieta Saa, valoró la campaña preventiva del diario La Nación, y criticó a la UDI, declarando que ''cada vez que hemos planteado estos temas para discutirlos seriamente en el Congreso, se oponen a tratarlo. Aquí hay una política del Gobierno muy seria con respecto a la sexualidad, las medidas y la reproducción. La UDI lo único que ha hecho es negarse y caricaturizar. Yo los desafío a una discusión en el Congreso''.
Al año siguiente, en octubre de 2005, los diputados Marcela Cubillos y Julio Dittborn criticaron la séptima campaña nacional contra el VIH/Sida implantado por el gobierno de Ricardo Lagos, considerando la campaña como ''mala'', y que al usar un ''lenguaje vulgar'' está condenada al fracaso, ya que este último punto alejaba el lenguaje que aplicaban los padres para hablar con sus hijos sobre el tema. Entre las frases de la campaña que ambos parlamentarios criticaron, eran frases como ''Frente al sexo yo elijo mi postura'' y ''cuando él se complica con el condón, yo se lo pongo''. Además de la crítica, los diputados UDI instaron al Gobierno de que amplíe la idea de la abstinencia sexual y la pareja única como fin exclusivo para prevenir enfermedades venéreas.
El 5 de agosto de 2015, numerosos diputados de la UDI, entre ellos, Ignacio Urrutia, María José Hoffmann, Issa Kort y Enrique Van Rysselberghe, se abstuvieron ante un proyecto de ley que proponía la entrega de preservativos femeninos en la red de salud pública, por lo que el diputado de Revolución Democrática Giorgio Jackson, criticó la decisión de los parlamentarios UDI, declarando que ''no son provida, son antimujer.''
En diciembre de 2016, la UDI criticó la publicación del libro 100 preguntas sobre sexualidad, que había publicado la Municipalidad de Santiago durante la alcaldía de Carolina Tohá, el cual buscaba enseñar a los jóvenes a prevenir y autocuidarse en las relaciones sexuales. La crítica del partido se basó tanto en el contenido que poseía el libro como proceso de licitación para la impresión del texto (aun cuando existía una versión en línea de este), por lo que el secretario general de la UDI Guillermo Ramírez presentó una querella ante Contraloría por supuestas irregularidades en el precio del libro, y los supuestos gastos millonarios de la Municipalidad en producir el libro. Posterior a ello, la Municipalidad descartó cualquier clase de irregularidad en la elaboración del libro, el cual fue realizado de forma transparente, y de que el libro estaba a un precio módico en diversas partes de Santiago; aun así, Guillermo Ramírez consideró las declaraciones como insuficientes.

## Ideología

### Persona, familia, sociedad y Estado
El gremialismo cree en la existencia de un orden moral objetivo inscrito en la naturaleza humana, que es fundamento de la civilización cristiana, a la cual debe ajustarse la organización de la sociedad y debe subordinarse todo su desarrollo cultural, institucional y económico. A partir de esta concepción fundamental es posible discernir que de la dignidad espiritual y trascendente del ser humano emanan derechos inherentes a su naturaleza, anteriores y superiores al Estado.
Desde el punto de vista de la libertad individual, debe permitir la coexistencia entre un ejercicio no abusivo de la libertad individual y el cumplimiento de deberes personales y sociales sin los cuales la convivencia social deriva en anarquía.
La familia, núcleo básico de la sociedad, debe ser respetada y fortalecida. Las personas tienen derecho a formar agrupaciones intermedias entre la familia y el Estado, con autonomía para propender a sus fines específicos.

### Principio de subsidiariedad y sociedad libre
El partido postula el principio de subsidiariedad como base de la sociedad libre. El respeto a la libertad personal y a la autonomía de los cuerpos sociales intermedios exige que ni el Estado, ni ningún otro organismo de la sociedad invadan o absorban el campo específico de las entidades menores o el ámbito de la libertad de cada persona.
El Estado tiene funciones indelegables. La defensa nacional; las relaciones exteriores; la dictación y la aplicación judicial o administrativa de las normas que regulan la convivencia en las esferas propias del Derecho; la erradicación de la miseria y la promoción de la mayor igualdad posible de oportunidades básicas son, entre otras, tareas esenciales del Estado. Especialmente corresponde al Estado velar por el acceso de toda la población a los beneficios de nutrición infantil, la salud, la educación, el medio ambiente sano y otras áreas de similar importancia social, conforme lo exija el bien común y con debido respeto a los derechos de las personas y al principio de subsidiariedad.

### Derechos básicos y seguridad
La UDI proclama como esencial el reconocimiento de los derechos y libertades que una sociedad libre debe asegurar a sus habitantes, entre los cuales resaltan con especial relevancia el derecho a la vida, incluida la del que está por nacer; el derecho a la integridad física y psíquica de toda persona, que excluye cualquier apremio ilegítimo; la libertad personal y seguridad individual.

### Régimen político
El régimen democrático propio de Occidente es la forma de gobierno inherente a la tradición e idiosincrasia chilena. Dicho régimen comprende, entre otros aspectos, la igualdad ante la ley; el robustecimiento de las funciones del Estado, limitándolas a la vez a las que le son propias; la posibilidad de las diversas tendencias democráticas de alternar en el ejercicio del poder; la renovación periódica de las autoridades políticas y los demás elementos que caracterizan a un Estado de derecho. Del mismo modo, consecuente con el humanismo propio de una sociedad libre, se declara resueltamente contraria a todo totalitarismo, cualquiera sea su signo.

### Sistema económico
La UDI propicia una economía social de mercado, basada en la propiedad privada de los medios de producción y en la iniciativa y la armonía social como motores básicos del desarrollo económico, con libertades económicas sujetas a normas éticas rigurosas y a un marco jurídico que impida su abuso, fiscalice a sus agentes, permita la libre competencia y evite las prácticas monopólicas, promueva el desarrollo de las pequeñas y medianas empresas y legitime el trabajo y la obtención lícita de ganancia como formas de superación de la pobreza y de fortalecer el crecimiento económico y desarrollo del país.

## Estructura

### Presidente
| Nombre                      | Imagen                | Inicio                   | Fin                     |
| --------------------------- | --------------------- | ------------------------ | ----------------------- |
| Jaime Guzmán                |                       | 24 de septiembre de 1983 | 29 de abril de 1987     |
| Jaime Guzmán                | 22 de octubre de 1988 | 7 de marzo de 1990       |                         |
| Julio Dittborn              |                       | 7 de marzo de 1990       | 19 de febrero de 1992   |
| Jovino Novoa                |                       | 19 de febrero de 1992    | 14 de julio de 1994     |
| Jovino Novoa                | 14 de julio de 1994   | 15 de abril de 1998      |                         |
| Pablo Longueira             |                       | 15 de abril de 1998      | 26 de mayo de 2004      |
| Jovino Novoa                |                       | 26 de mayo de 2004       | 1 de julio de 2006      |
| Hernán Larraín              |                       | 1 de julio de 2006       | 5 de julio de 2008      |
| Juan Antonio Coloma Correa  |                       | 5 de julio de 2008       | 30 de marzo de 2012     |
| Patricio Melero             |                       | 30 de marzo de 2012      | 10 de mayo de 2014      |
| Ernesto Silva Méndez        |                       | 10 de mayo de 2014       | 11 de marzo de 2015     |
| Javier Macaya Interino      |                       | 11 de marzo de 2015      | 11 de abril de 2015     |
| Hernán Larraín              |                       | 11 de abril de 2015      | 7 de enero de 2017      |
| Jacqueline van Rysselberghe |                       | 7 de enero de 2017       | 22 de diciembre de 2020 |
| Javier Macaya               |                       | 22 de diciembre de 2020  | 23 de julio de 2024     |
| Guillermo Ramírez           |                       | 23 de julio de 2024      | presente                |

### Secretario general
| Nombre                     | Imagen | Inicio                  | Fin                     |
| -------------------------- | ------ | ----------------------- | ----------------------- |
| Pablo Longueira            |        | 22 de octubre de 1988   | 7 de marzo de 1990      |
| Joaquín Lavín              |        | 7 de marzo de 1990      | 14 de julio de 1994     |
| Juan Antonio Coloma        |        | 14 de julio de 1994     | 1 de julio de 2006      |
| Darío Paya                 |        | 1 de julio de 2006      | 5 de julio de 2008      |
| Víctor Pérez Varela        |        | 5 de julio de 2008      | 30 de marzo de 2012     |
| José Antonio Kast          |        | 30 de marzo de 2012     | 10 de mayo de 2014      |
| Javier Macaya              |        | 10 de mayo de 2014      | 11 de abril de 2015     |
| Guillermo Ramírez          |        | 11 de abril de 2015     | 7 de enero de 2017      |
| Pablo Terrazas             |        | 7 de enero de 2017      | 10 de marzo de 2018     |
| Issa Kort                  |        | 10 de marzo de 2018     | 14 de febrero de 2019   |
| Jorge Fuentes              |        | 5 de marzo de 2019      | 21 de abril de 2020     |
| Felipe Salaberry           |        | 21 de abril de 2020     | 22 de diciembre de 2020 |
| María José Hoffmann        |        | 22 de diciembre de 2020 | 24 de junio de 2024     |
| Juan Antonio Coloma Álamos |        | 24 de junio de 2024     | presente                |

## Resultados electorales

### Elecciones presidenciales
|  | 29.40 % |

|  | 24.41 % |

|  | 47.51 % |

|  | 48.69 % |

|  | 23.23 % |

|  | 44.06 % |

|  | 51.61 % |

|  | 25.03 % |

|  | 37.83 % |

|  | 36.64 % |

|  | 54.58 % |

|  | 12.78 % |

### Elecciones parlamentarias
|  | 9,17 % |

|  | 5,11 % |

|  | 12,50 % |

|  | 10,15 % |

|  | 14,45 % |

|  | 17,19 % |

|  | 25,18 % |

|  | 15,18 % |

|  | 22,34 % |

|  | 21,56 % |

|  | 23,04 % |

|  | 21,30 % |

|  | 18,92 % |

|  | 14,69 % |

|  | 15,69 % |

|  | 12,66 % |

|  | 10,61 % |

|  | 7,62 % |

No se incluye independientes en listas de UDI o que posteriormente se adhirieron al partido (Fuentes: Ministerio del interior y TRICEL).

### Elecciones municipales
|  | 10,19 % |

|  | 13,02 % |

|  | 15,97 % |

|  | 19,47 % |

|  | 18,81 % |

|  | 20,05 % |

|  | 15,09 % |

|  | 17,99 % |

|  | 13,75 % |

|  | 14,79 % |

|  | 16,12 % |

|  | 7,97 % |

|  | 9,90 % |

|  | 5,94 % |

|  | 10,10 % |

Notas: Entre 1992 y 2000 se votaba sólo para elegir concejales. En 1992 hubo alcaldes que compartieron la mitad del período con otro concejal. A partir de 2004 se realizan las votaciones de alcalde y concejales por separado. Los resultados de la elección de concejales de 2016 incluye a los independientes apoyados por el partido dentro del pacto «Chile Vamos UDI-Independientes».

### Elecciones de consejeros regionales
|  | 14,10 % |

|  | 16,26 % |

|  | 11,09 % |

|  | 10,19 % |

### Elecciones de convencionales constituyentes
| Elección | Votos   | % de votos      | Escaños |
| -------- | ------- | --------------- | ------- |
| 2021     | 447 039 | \| \| 7,83 % \| | 17/155  |
|          | 7,83 %  |                 |         |

## Representantes

### Actuales diputados
Actualmente la Unión Demócrata Independiente tiene 20 diputados.
| Nombre                        | Región          | Distrito |
| ----------------------------- | --------------- | -------- |
| Marco Sulantay Olivares       | de Coquimbo     | 5        |
| Juan Manuel Fuenzalida Cobo   | de Coquimbo     | 5        |
| Joaquín Lavín León            | RM de Santiago  | 8        |
| Jorge Alessandri Vergara      | RM de Santiago  | 10       |
| Guillermo Ramírez Diez        | RM de Santiago  | 11       |
| Cristhian Moreira Barros      | RM de Santiago  | 13       |
| Juan Antonio Coloma Álamos    | RM de Santiago  | 14       |
| Natalia Romero Talguia        | de O'Higgins    | 15       |
| Eduardo Cornejo Lagos         | de O'Higgins    | 16       |
| Felipe Donoso Castro          | del Maule       | 17       |
| Gustavo Benavente Vergara     | del Maule       | 18       |
| Cristóbal Martínez Ramírez    | de Ñuble        | 19       |
| Marta Bravo Salinas           | de Ñuble        | 19       |
| Sergio Bobadilla Muñoz        | del Biobío      | 20       |
| Marlene Pérez Cartes          | del Biobío      | 20       |
| Flor Weisse Novoa             | del Biobío      | 21       |
| Henry Leal Bizama             | de La Araucanía | 23       |
| Gastón Von Mühlenbrock Zamora | de Los Ríos     | 24       |
| Daniel Lilayu Vivanco         | de Los Lagos    | 25       |
| Fernando Bórquez Montecinos   | de Los Lagos    | 26       |

### Actuales senadores
Actualmente la Unión Demócrata Independiente tiene 9 senadores.
| Nombre                           | Región             | Circunscripción      | Período     |
| -------------------------------- | ------------------ | -------------------- | ----------- |
| José Durana Semir                | Arica y Parinacota | Circunscripción I    | 2018 - 2026 |
| Luz Ebensperger Orrego           | Tarapacá           | Circunscripción II   | 2018 - 2026 |
| Sergio Gahona Salazar            | Coquimbo           | Circunscripción V    | 2022 - 2030 |
| Javier Macaya Danús              | O'Higgins          | Circunscripción VII  | 2022 - 2030 |
| Juan Antonio Coloma Correa       | Maule              | Circunscripción IX   | 2002 - 2026 |
| Gustavo Sanhueza Dueñas          | Ñuble              | Circunscripción XVI  | 2022 - 2030 |
| Enrique van Rysselberghe Herrera | Biobío             | Circunscripción X    | 2022 - 2030 |
| Iván Moreira Barrios             | Los Lagos          | Circunscripción XIII | 2014 - 2030 |
| David Sandoval Plaza             | Aysén              | Circunscripción XIV  | 2018 - 2026 |

### Consejeros regionales
Actualmente la Unión Demócrata Independiente tiene 42 consejeros regionales, entre militantes e independientes (*) apoyados por el partido, a excepción de la región de Atacama.
| Nombre                       | Región             | Consejeros regionales | Circunscripción provincial |
| ---------------------------- | ------------------ | --------------------- | -------------------------- |
| Ximena Valcarce Becerra      | Arica y Parinacota | 2/14                  | Arica                      |
| Lucio Condori Alave          | Arica y Parinacota | 2/14                  | Parinacota                 |
| Mauricio Schmidt Silva       | Tarapacá           | 2/14                  | Iquique                    |
| Rosita Torres Chávez         | Tarapacá           | 2/14                  | Tamarugal                  |
| Dagoberto Tillería Velásquez | Antofagasta        | 2/16                  | Antofagasta                |
| Alejandra Oliden Vega        | Antofagasta        | 2/16                  | El Loa                     |
| Cristián Rondanelli Orrego   | Coquimbo           | 2/16                  | Choapa                     |
| Paola Cortés Vega            | Coquimbo           | 2/16                  | Elqui                      |
| Laura Acosta Vergara         | Valparaíso         | 2/28                  | Valparaíso I               |
| Manuel Millones Chirino*     | Valparaíso         | 2/28                  | Valparaíso I               |
| José Olavarría Rodríguez     | Metropolitana      | 5/34                  | Chacabuco                  |
| Claudio Bustamante Gaete     | Metropolitana      | 5/34                  | Maipo                      |
| Paula Garate Rojas           | Metropolitana      | 5/34                  | Melipilla                  |
| Carlos Ward Edwards          | Metropolitana      | 5/34                  | Santiago IV                |
| Marcelo Zunino Poblete*      | Metropolitana      | 5/34                  | Santiago V                 |
| Pedro Hernández Garrido      | O'Higgins          | 5/16                  | Cachapoal I                |
| Eugenio Bauer Jouanne        | O'Higgins          | 5/16                  | Cachapoal II               |
| Jorge Vargas González        | O'Higgins          | 5/16                  | Cardenal Caro              |
| Yamil Ethit Romero           | O'Higgins          | 5/16                  | Colchagua                  |
| Mauricio Donoso Pavez        | O'Higgins          | 5/16                  | Colchagua                  |
| Daniel Bustos Leal           | Maule              | 4/20                  | Cauquenes                  |
| Mirtha Segura Ovalle         | Maule              | 4/20                  | Curicó                     |
| Patricio Ojeda Alarcón       | Maule              | 4/20                  | Linares                    |
| César Muñoz Vergara          | Maule              | 4/20                  | Talca                      |
| Jezer Sepúlveda Domínguez    | Ñuble              | 3/6                   | Diguillín                  |
| Juan González Pedraza        | Ñuble              | 3/6                   | Diguillín                  |
| Ariel Miranda Vallejos       | Ñuble              | 3/6                   | Punilla                    |
| Cristián Gengnagel Navarro   | Biobío             | 6/22                  | Arauco                     |
| Eduardo Borgoño Bustos       | Biobío             | 6/22                  | Biobío                     |
| Germán Parra Fuentealba      | Biobío             | 6/22                  | Biobío                     |
| Rodrigo Vega Riquelme        | Biobío             | 6/22                  | Concepción I               |
| James Argo Chávez            | Biobío             | 6/22                  | Concepción II              |
| Jaime Vásquez Castillo       | Biobío             | 6/22                  | Concepción III             |
| Pablo Siegmund Urra          | La Araucanía       | 1/20                  | Cautín II                  |
| Ricardo Krugmann Valenzuela  | Los Ríos           | 1/14                  | Valdivia                   |
| María Berraza Arellano       | Los Lagos          | 2/16                  | Osorno                     |
| Andrea Iturriaga Hewstone    | Los Lagos          | 2/16                  | Osorno                     |
| Víctor Escobar Mardones      | Aysén              | 3/14                  | Capitán Prat               |
| Omar Muñoz Sierra            | Aysén              | 3/14                  | Coyhaique                  |
| Lilian Inostroza Parra       | Aysén              | 3/14                  | General Carrera            |
| Roxana Gallardo Concha       | Magallanes         | 2/14                  | Magallanes                 |
| Magdiel Guerrero Hernández*  | Magallanes         | 2/14                  | Última Esperanza           |

### Alcaldes
Actualmente, la Unión Demócrata Independiente tiene 32 alcaldes para el período 2021-2024, a excepción de las regiones de Arica y Parinacota, Antofagasta y Atacama..
| Nombre                      | Región        | Alcaldes | Comuna          |
| --------------------------- | ------------- | -------- | --------------- |
| José Bartolo Vinaya         | Tarapacá      | 1/7      | Huara           |
| José Yáñez Maldonado        | Valparaíso    | 2/38     | Algarrobo       |
| Manuel Rivera Martínez      | Valparaíso    | 2/38     | Los Andes       |
| Miguel Araya Lobos          | Metropolitana | 8/52     | Buin            |
| Hortensia Mora Catalán      | Metropolitana | 8/52     | Calera de Tango |
| Isabel Valenzuela Ahumada   | Metropolitana | 8/52     | Colina          |
| José Palacios Parra         | Metropolitana | 8/52     | La Reina        |
| Agustín Iglesias Muñoz      | Metropolitana | 8/52     | Independencia   |
| Rodrigo Contreras Gutiérrez | Metropolitana | 8/52     | Paine           |
| Jaime Bellolio Avaria       | Metropolitana | 8/52     | Providencia     |
| René Acuña Echeverría       | O'Higgins     | 1/33     | Litueche        |
| Cristián Menchaca Pinochet  | Maule         | 4/30     | Longaví         |
| Paula Retamal Urrutia       | Maule         | 4/30     | Parral          |
| Bernardo Vásquez Bobadilla  | Maule         | 4/30     | Pelarco         |
| Martín Arriagada Urrutia    | Maule         | 4/30     | Sagrada Familia |
| Manuel Pino Turra           | Ñuble         | 2/21     | Ñiquen          |
| Marcelo Ojeda Cárcamo       | Ñuble         | 2/21     | Pinto           |
| Pablo Vegas Verdugo         | Biobío        | 3/33     | Los Álamos      |
| Carlos Toloza Soto          | Biobío        | 3/33     | Nacimiento      |
| Henry Campos Coa            | Biobío        | 3/33     | Talcahuano      |
| Alejandro Sáez Véliz        | La Araucanía  | 4/32     | Carahue         |
| Gastón Mella Arzola         | La Araucanía  | 4/32     | Los Sauces      |
| Baldomero Santos Vial       | La Araucanía  | 4/32     | Teodoro Schmidt |
| Guillermo Allende Martínez  | La Araucanía  | 4/32     | Toltén          |
| Claudio Lavado Castro       | Los Ríos      | 1/12     | Futrono         |
| Sergio Haeger Yunge         | Los Lagos     | 2/30     | Los Muermos     |
| Jimena Núñez Morales        | Los Lagos     | 2/30     | Puyehue         |
| Nelson Opazo López          | Aysén         | 2/10     | Lago Verde      |
| Marcelo Santana Vargas      | Aysén         | 2/10     | Río Ibáñez      |
| Sabina Ballesteros Vargas   | Magallanes    | 1/11     | Río Verde       |

## Logotipos
| Período         | Descripción |
| --------------- | --- |
| 1983 - 1989     | Las letras "UDI" en mayúsculas de igual tamaño formadas por una franja o trazo azul y uno rojo, separados por un espacio neutro: el trazo azul es exterior en la "U" y la "D" y está a la derecha en la letra "I"; la franja roja presenta un ancho decreciente en las letras "U" y "D"; las letras UDI se encuentran escritas en línea recta diagonal, ascendente de izquierda a derecha, sobre una franja de fondo blanco: en el margen inferior de la franja blanca existe un fondo rojo y en el margen superior de la franja blanca existe un fondo azul que, a la altura de la letra "I" presenta, en blanco, una estrella de cinco puntas, con igual inclinación diagonal que la franja blanca. |
| 1989 - 2005     | Una letra "U" mayúscula sobre la cual va calada una flecha orientada en sentido ascendente, formándose una "U" de color azul, quedando en los extremos superiores dos triángulos isósceles de color rojo, que delimitan la flecha de color blanco. Dicho logotipo fue oficializado ante el Servicio Electoral de Chile recién en mayo de 1993. |
| 2005 - 2016     | Un logotipo con la palabra "udi" escrita en letras manuscritas de color azul (Pantone 286 C; #005DAA), un punto rojo (Pantone 032 C; #EF3340) sobre la letra I, y las letras subrayadas con un trazo amarillo (Pantone 1235 C; #FFB81C); bajo el trazo amarillo, la palabra "popular", en letras de imprenta azul del mismo tono que la palabra "udi". |
| 2016 - 2017     | En el Consejo General del partido realizado el 19 de marzo de 2016 fue presentado un nuevo logotipo, consistente en las palabras Unión Demócrata Independiente en cursivas y en azul, y en el extremo inferior derecho siete cuadrados de distintos colores (de izquierda a derecha: rojo, amarillo, púrpura, verde, azul, naranja y celeste). |
| 2017 - Presente | El Consejo General del partido realizado el 12 de abril de 2017 nuevamente cambió el logo, estableciendo una versión inspirada en el logo utilizado entre 2005 y 2016. |

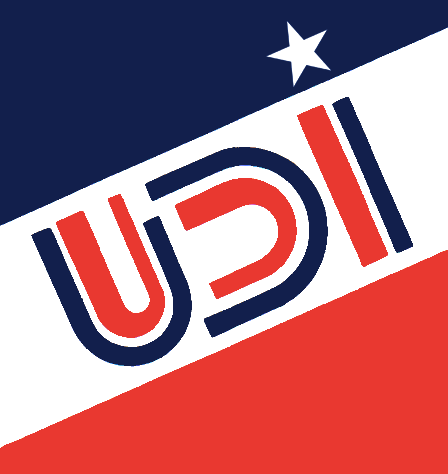
1983-1989
1989-2005
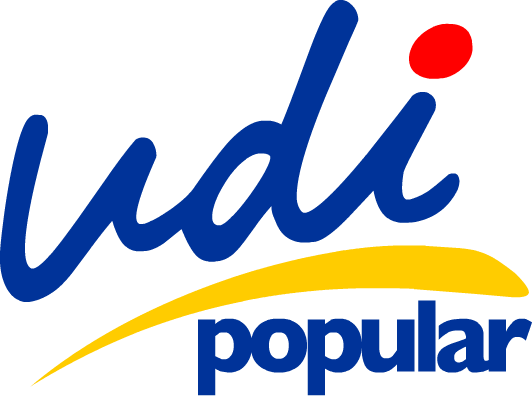
2005-2016
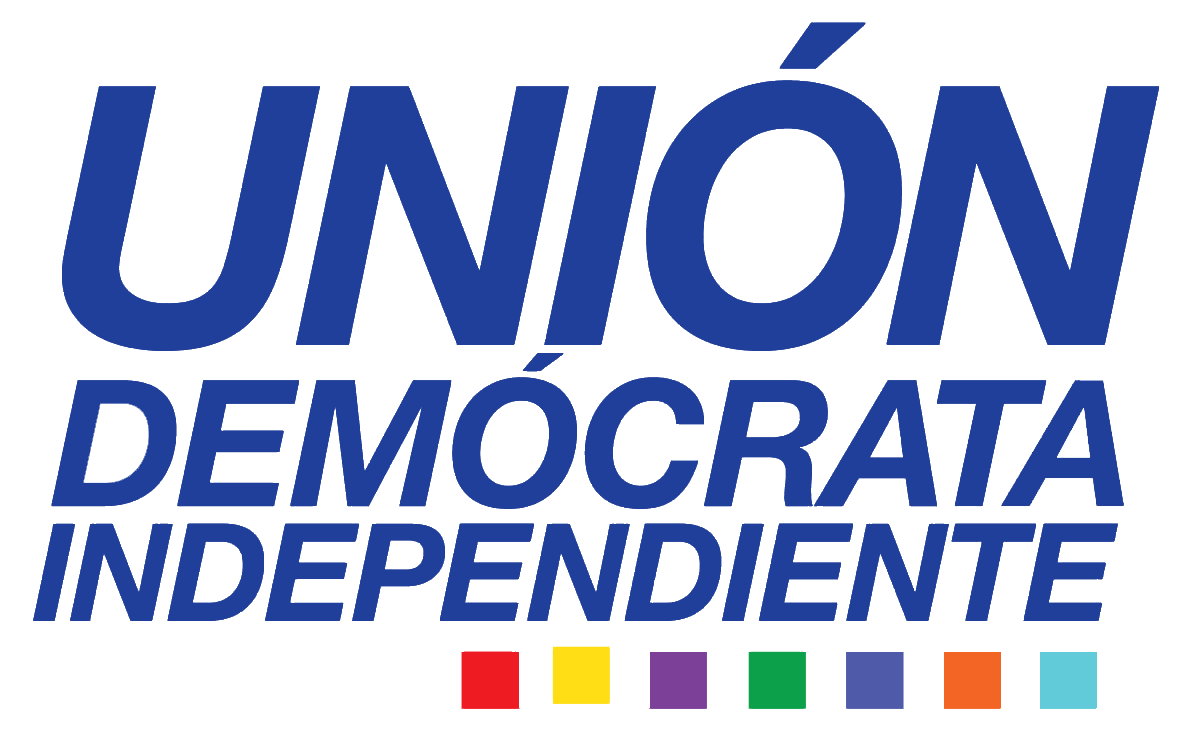
2016-2017
2017-presente

## Eslóganes de campaña
| Año                                | Eslogan                                              |
| ---------------------------------- | ---------------------------------------------------- |
| Plebiscito 1988                    | UDI, fuerza creadora.                                |
| Parlamentarias 1989                | UDI, una nueva generación para Chile.                |
| Municipales 1992                   |                                                      |
| Parlamentarias 1993                | UDI, fuerza creadora.                                |
| Municipales 1996                   | Hoy por la comuna, mañana el país.                   |
| Parlamentarias 1997                | Hombres de trabajo para conducir a Chile.            |
| Municipales 2000                   | Con la UDI, viva el cambio.                          |
| Parlamentarias 2001                | La UDI es el cambio.                                 |
| Municipales 2004                   | Di cambio, di UDI. La respuesta de Chile.            |
| Parlamentarias 2005                | UDI, la esperanza popular.                           |
| Municipales 2008                   | No más Concertación                                  |
| Parlamentarias 2009                | UDI, el motor del cambio popular.                    |
| Municipales 2012                   | Un Chile nuevo                                       |
| Primarias 2013                     | Por un Chile más justo                               |
| Parlamentarias 2013                | Vamos por la gran final                              |
| Municipales 2016                   |                                                      |
| Primarias 2017                     | Piñera, la UDI está contigo.                         |
| Parlamentarias 2017                | UDI, el equipo de Piñera.                            |
| Plebiscito 2020                    |                                                      |
| Convencionales constituyentes 2021 | Unidos por un Chile nuevo, los candidatos de la UDI. |
| Parlamentarias 2021                | Las personas son el centro.                          |